# Baťův palác
Baťův palác, či Baťův dům obuvi, zvaný též „skleněný“, kdysi „Dům služby“, je funkcionalistická obchodní budova na Václavském náměstí.

## Dějiny paláce

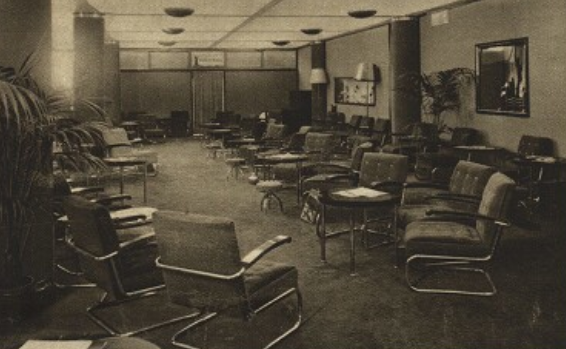
Baťův Dům služby Praha, „Americká etáž“, 1937

Na místě dnešního paláce stával dům, v němž byly obchodní místnosti firmy Lavecká – Grande parfumerie – Institut de Beautů de Paris (Václavské náměstí č. 6) podnikatelky Jindřišky Lavecké, která zastupovala pařížské parfumerie. Jednalo se zároveň de facto o první kosmetický salon v českých zemích.
Projekt stavby pro potřeby prodejny a pražského zastoupení zlínské obuvnické firmy Baťa navrhlo technické oddělení Baťových závodů za účasti architektů Ludvíka Kysely, Františka Lydie Gahury a Josefa Gočára. Projekt realizovala firma K. Skorkovského.
Přípravné práce začaly v červenci 1928, samotná stavba byla zahájena v září téhož roku.
Na stavbu paláce bylo použito 32 vagónů cementu, 140 tun železa, 10 vagónů dříví, 1400 m³ písku vedle 400 q vápna a 50 000 cihel.
Desetiposchoďová stavba slavnostně byla otevřena 4. prosince 1929. V budově jsou 3 osobní výtahy, jeden moderní rychlostní (první v Československu) a 4 nákladní výtahy v zadní části domu.
V období první republiky měl Baťův Dům služby též oddělení pedikúry, správkárnu bot, dětský koutek, bufet i oddělení čistění bot.„Americká etáž“ sloužila náročným zákaznicím a konaly se v ní i módní přehlídky.